# さいたまトリエンナーレ
さいたまトリエンナーレは、埼玉県さいたま市で開催されるトリエンナーレ形式のアートイベント。同市・埼玉県・関係機関で組織する実行委員会により主催される。通称は「さいトリ」。2016年に第一回が開催された。開催本部は浦和区。文化芸術都市としてのさいたま市を創造する中核的な取り組みの一環となっている。

## 概要
埼玉県、さいたま市及び関係機関・団体等で組織する「さいたまトリエンナーレ実行委員会」（会長：さいたま市長、顧問：埼玉県知事）によって開催される。
「さいたま文化」の創造配信、人材の育成、「まち」の活性化を目的としている。市内3か所を中心に、世界各地で行われているビエンナーレ、トリエンナーレといった国際芸術祭同様、アートプロジェクトを数十件開催している。
市内には浦和市時代から文教都市や浦和画家など文化芸術にゆかりの深い地区があり、埼玉県立近代美術館やうらわ美術館、彩の国さいたま芸術劇場が立地するなど、文化芸術への関心も高かったことが開催の背景になっている。
次回は2020年3月に「さいたま国際芸術祭」として、旧さいたま市立大宮図書館館舎など大宮駅周辺を中心会場として開催される予定であったが、新型コロナウイルス感染症の影響により中止となった。

## 開催場所
市内3地区（浦和・与野と大宮・岩槻）で開催されている。また2015年からは各種プレイベントが開催される。
- 武蔵浦和駅～中浦和駅・浦和駅周辺
別所沼公園、花と緑の散歩道、西南さくら公園、旧埼玉県部長第2公舎（別所）、桜環境センター（新開）、さいたまアートステーション、うらわ美術館、ユナイテッドシネマ浦和（浦和パルコ内）を主な会場とする。ルート上に点在した屋内・屋外作品を見てまわる回遊型・散策型作品体験エリア
- 与野本町駅～大宮駅周辺
彩の国さいたま芸術劇場、大宮区役所旧地下食堂、さいたま市民会館おおみや旧地下食堂、ローズギャラリー038（髙島屋大宮店内）を主な会場とする。大小様々なイベント型・劇場型作品を出現させるエリア
- 岩槻駅周辺
旧埼玉県立民俗文化センター、人形の東玉社員寮を主な会場とする。日常と非日常が交錯する不思議な体験を楽しめるエリア

## 沿革
- 2014年（平成26年）3月 - （仮称）さいたまトリエンナーレ基本構想の策定。
- 2014年（平成26年）6月2日 - さいたまトリエンナーレ準備委員会の設立。
- 2014年（平成26年）7月1日 - トリエンナーレの事業企画を監督する「ディレクター」に、芹沢高志が選任。
- 2015年（平成27年）3月35日 - 東京都新宿区の国際交流基金JFICホールにて清水勇人市長が開催計画発表会を行う。
- 2015年（平成27年）7月20日 - トリエンナーレをはじめとする文化芸術に係る情報発信拠点「さいたまアートステーション」を浦和区に設置。
- 2015年（平成27年）8月11日～8月30日 - プレイベントとして「種は船プロジェクトinさいたま」が開催。
- 2016年（平成28年）8月10日 - 公式イメージキャラクターとして「さいたマムアン」を制作。
- 2016年（平成28年）9月24日～12月11日 - 開催。
- 2017年（平成29年）6月14日～ - 出展作品の一部を「レガシー作品」として市内で再展示。

## 吉田一郎による反対活動
さいたま市議会議員の吉田一郎は2016年11月4日の市議会討論でさいたまトリエンナーレを「バカ殿まつり」と批判し、実際に莫大な予算を縮小させた。